# Dům soukenického cechu (Litovel)
Dům soukenického cechu je renesanční budova postavená v 30. letech 16. století v Litovli. Je situovaná do blízkosti farního kostela sv. Marka a přiléhá k západní zdi městských hradeb. Objekt je chráněn a je evidován v ÚSKP pod číslem 1844. Dům sloužil jako soukenický cechovní dům, chudobinec, skladiště, archiv a od roku 1998 slouží jako sídlo Městské knihovny Litovel.

## Historie budovy

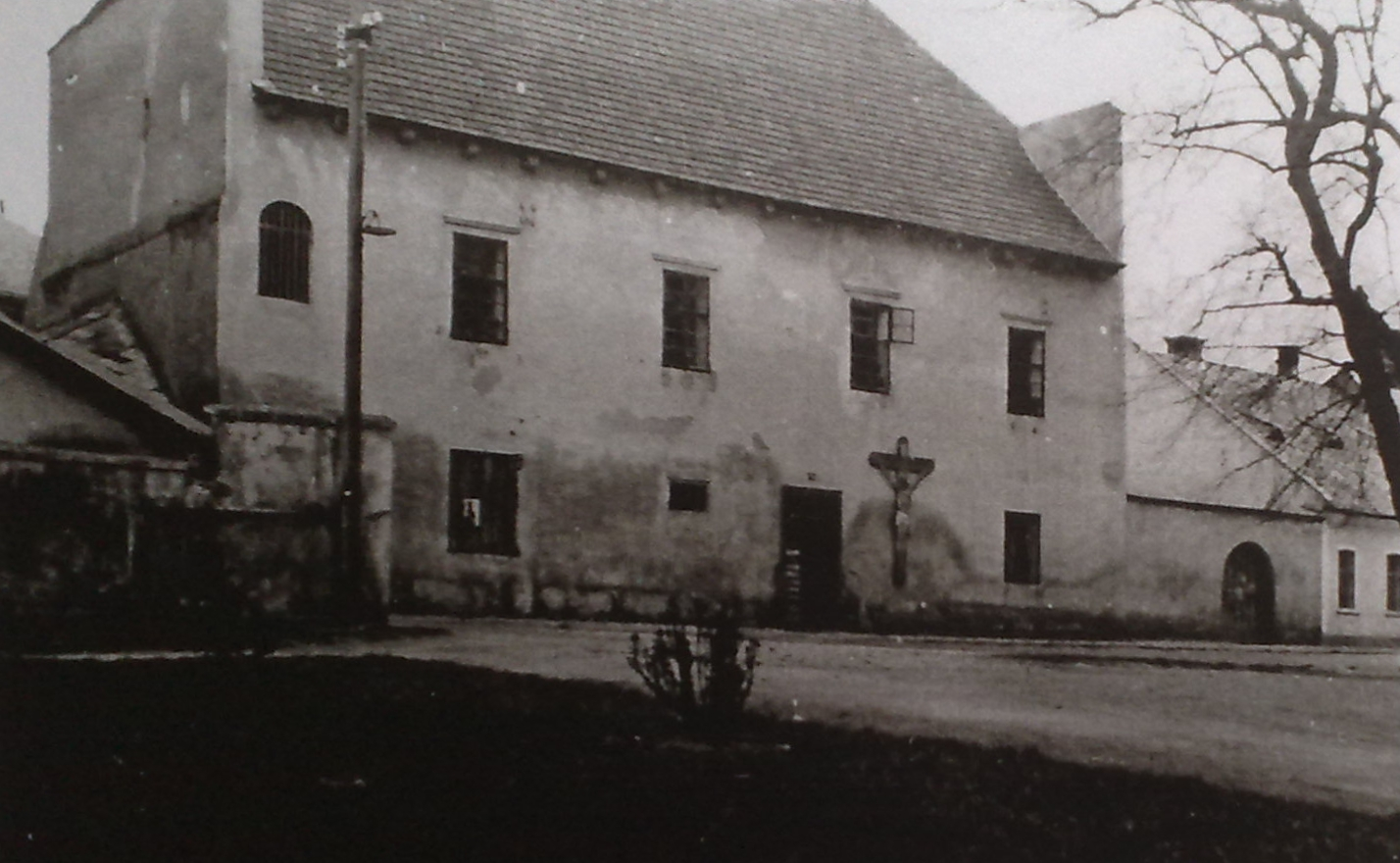
Špitál roku 1938

V archivních zdrojích není dochovaná ani doložená první zmínka o výstavbě budovy. Prvním datem je rok 1570 vytesaný do portálu v prvním patře budovy a značí datum přestavby. Podle architektonických prvků je tak vznik datován do 30. let 16. století. Pískovcová deska nese dobře čitelný latinský nápis „Léta páně 1570“. Uprostřed nápisu je znak litovelského soukenického cechu znázorňující samozavírací nůžky se dvěma šerhaklemi. V domě se jednou měsíčně scházeli členové soukenického cechu k jednání. Z těchto dob se dochovala písemnost o stanovách soukenického cechu z roku 1572. K úpadku cechovních řemesel došlo po třicetileté válce a dům tak byl prodán (pravděpodobně v období 1631–1668) knížeti z Lichtenštejna.
V roce 1668 v tomto domě zřídila žena knížete Karla Eusebia, Jana Božena kněžna z Ditrichštejna špitál pro chudé a nemocné. Podle nadační listiny chudobince byl magistrát povinen zde vydržovat dvacet chudých. Hlavně osoby staré, chromé a slepé. Mezi povinnosti osob umístěných ve špitálku patřilo např. 3× denně se modlit růženec za všechny potomky lichtenštejnského rodu (živé i mrtvé).
Postupně špitálek začal upadat. V roce 1922 jsou zde uváděny pouze dvě stařenky. V roce 1930 byl nadační špitálek postoupen městu Litovel za podmínek zřízení zde obecního chudobince pro staré lidi bez rozdílu náboženství. Velké finanční náklady na provoz chudobince vyústily v zánik.
V roce 1945 chátrající budova sloužila jako skladiště a dílny. O obnově domu se začalo uvažovat v roce 1953, a to v souvislosti s potřebou umístit zde městský (později okresní) archiv. Rekonstrukce byla zahájena roku 1956 a která trvala 5 let. Archiv zde vydržel 35 let, dokud nebyly v roce 1996 veškeré archiválie přemístěny do Olomouce. Následně byla budova opět rekonstruována a od roku 1998 zde sídlí Městská knihovna Litovel.

## Galerie

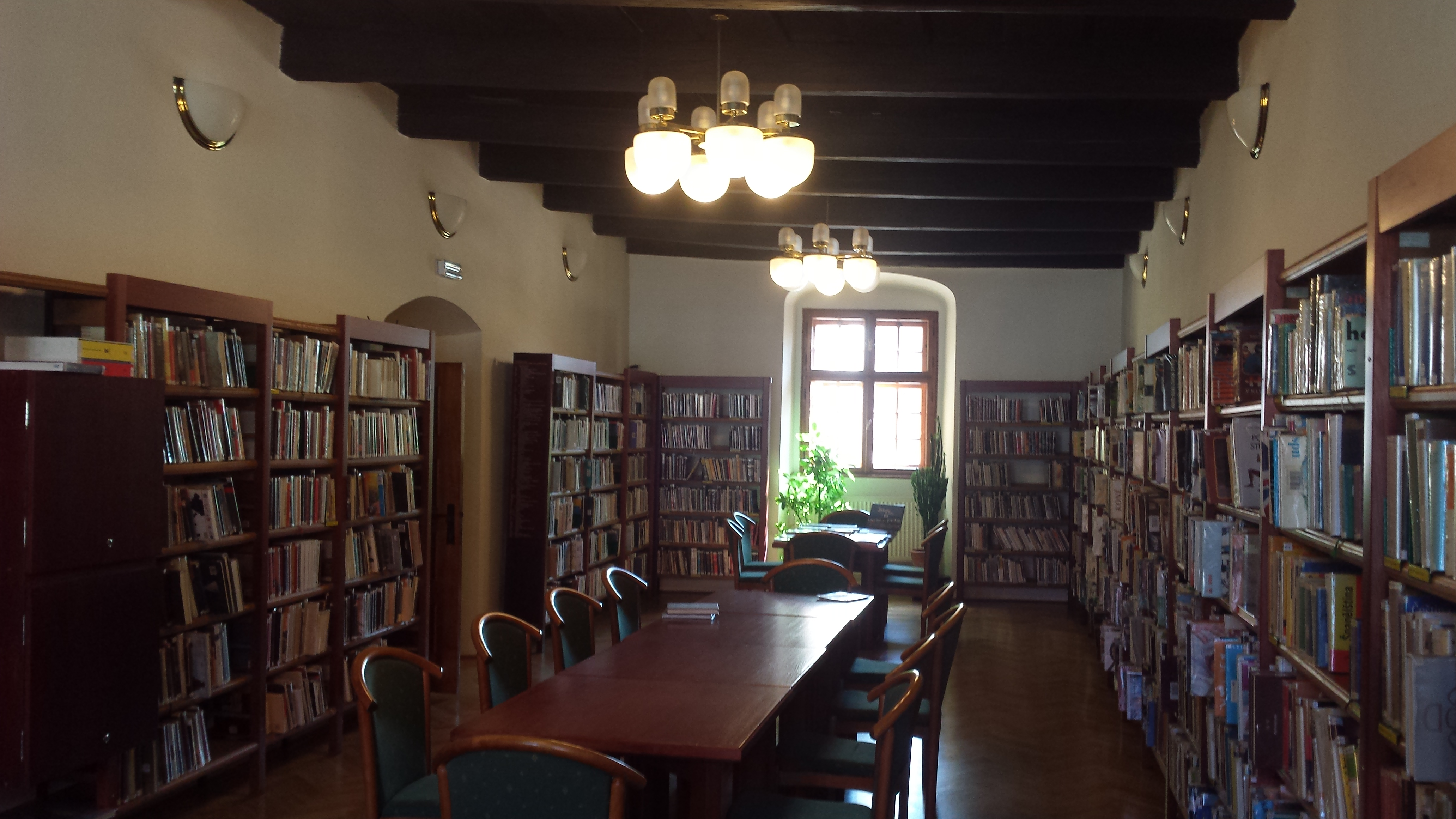
Prostory knihovny
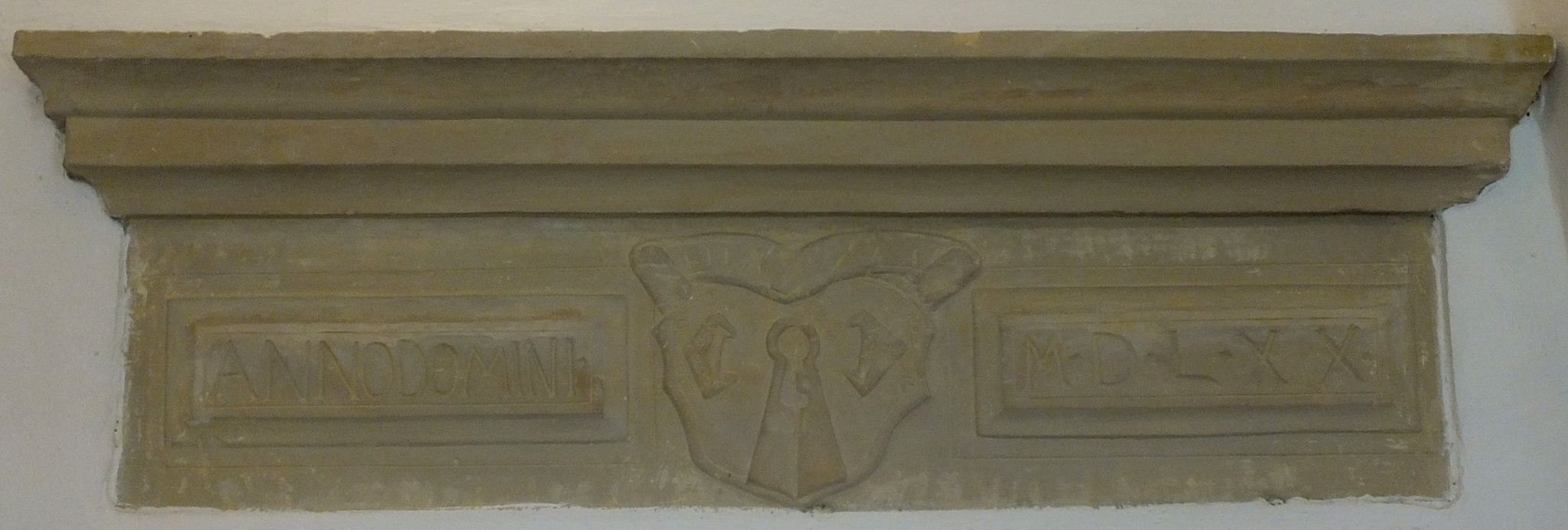
Kamenný překlad s datem 1570 v prvním patře budovy
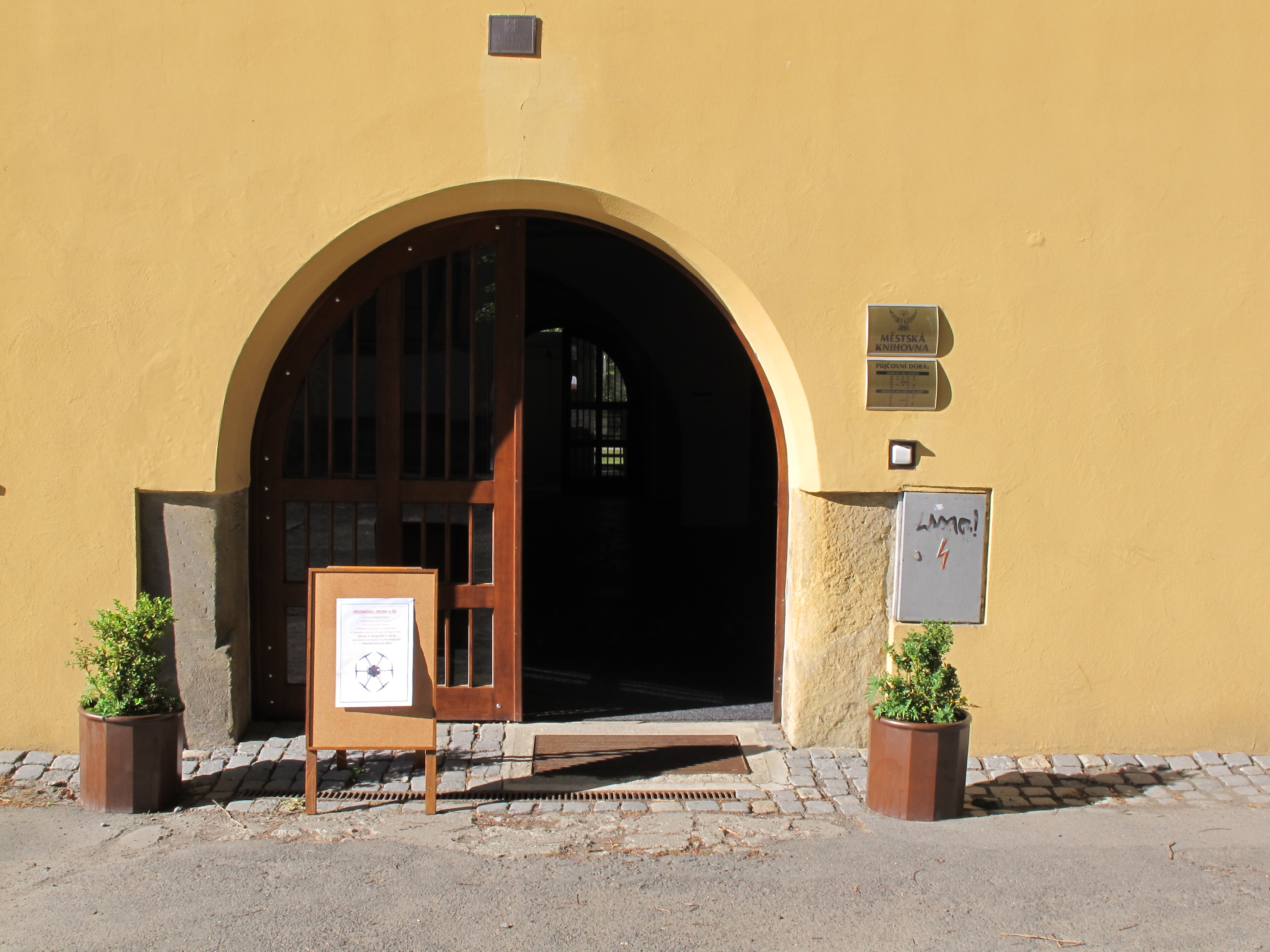
Hlavní vchod
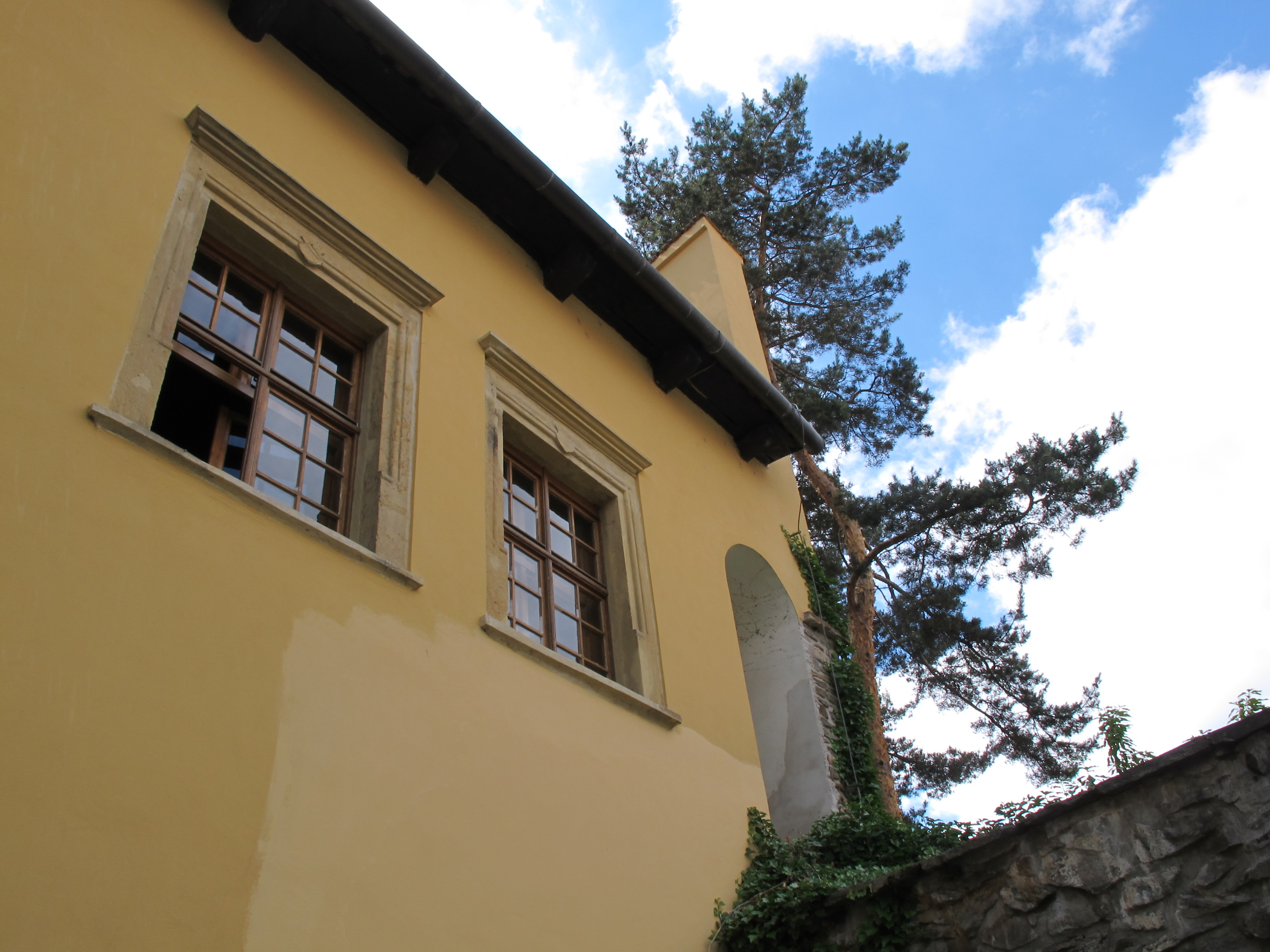
Hradební průchod domem.
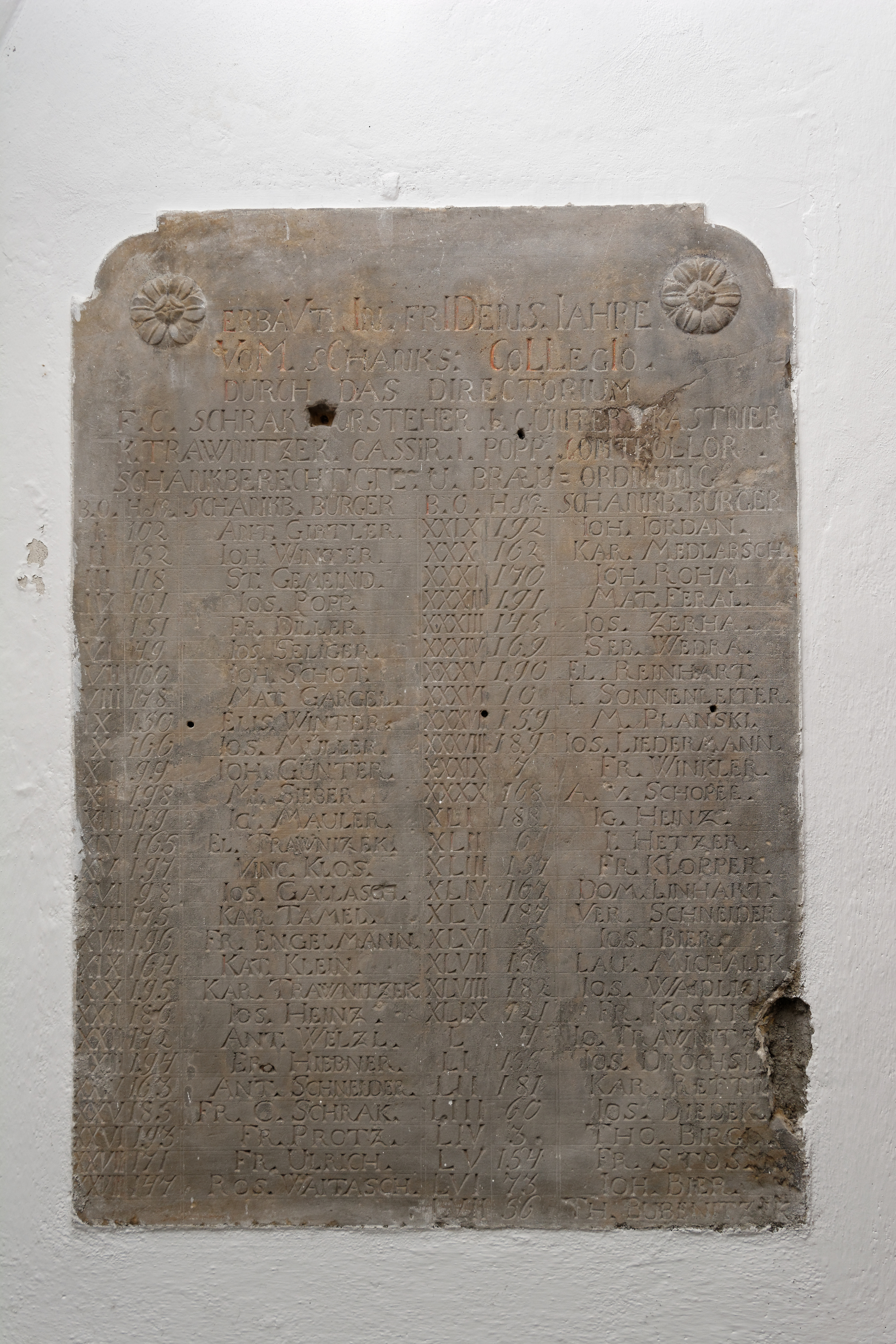
Kamenná deska se seznamem právovárečných měšťanů z roku 1841, umístěná v přízemí budovy.
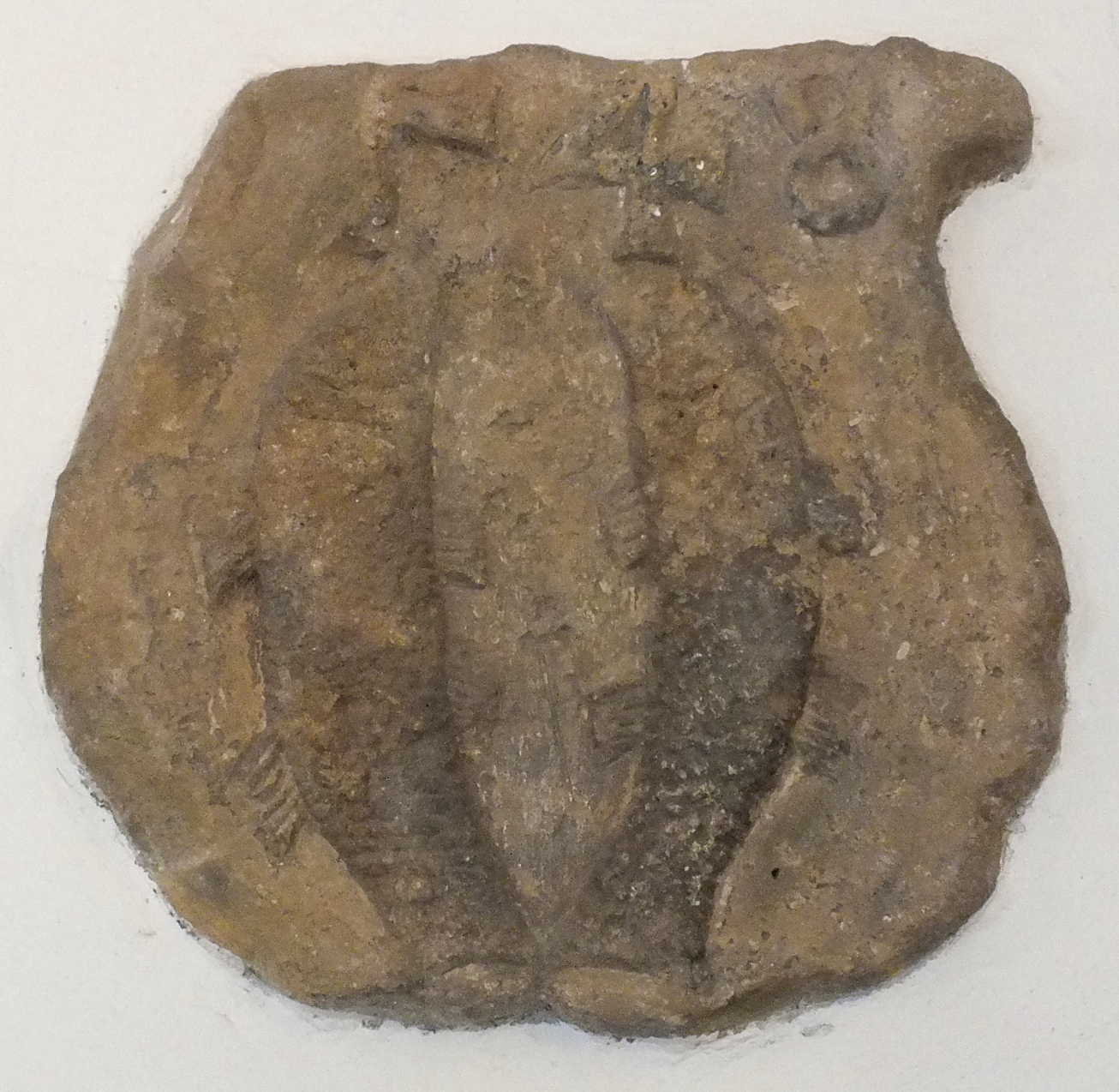
Kamenný reliéf s městským znakem a letopočtem 1548, který byl nalezen roku 1996 na dně Nečízu, byl druhotně osazen v interiéru Domu soukenického cechu